# 细喙狸藻
细喙狸藻（学名：Utricularia leptorhyncha）為狸藻屬一年生陆生植物食虫植物。其种加词“leptorhyncha”来源于希腊文“leptos”和“rhynchos”，意为“细小”和“喙”。细喙狸藻為澳大利亚的特有种，存在于西澳大利亚至北领地。

## 外部連結
- 食虫植物照片搜寻引擎中细喙狸藻的照片 （页面存档备份，存于）

 维基共享资源上的相關多媒體資源：细喙狸藻
 維基物種上的相關：细喙狸藻